# Die Werke von Jože Plečnik in Ljubljana – am Menschen orientierte Stadtgestaltung
Die Werke von Jože Plečnik in Ljubljana – am Menschen orientierte Stadtgestaltung (Bezeichnung in der UNESCO World Heritage Convention List: The works of Jože Plečnik in Ljubljana – Human Centred Urban Design) ist die Bezeichnung einer UNESCO-Welterbestätte in Ljubljana, Slowenien, die im Jahr 2021 in die Liste der Stätten des Weltkulturerbe aufgenommen wurde. Die Stätte umfasst einige der bekanntesten Werke des slowenischen Architekten Jože Plečnik in Ljubljana und ist nach der Altstadt von Idrija das zweite slowenische Flächendenkmal des UNESCO-Welterbes.

## Geschichte
Der städtebauliche Entwurf für Ljubljana wurde vom Architekten Jože Plečnik (1872–1957) in der Zeit zwischen den beiden Weltkriegen konzipiert. Nach dem Ersten Weltkrieg und dem Zerfall der österreichisch-ungarischen Monarchie löste der Wunsch nach der Schaffung unabhängiger Nationalstaaten verschiedene staatliche und städtebauliche Projekte in Mittel- und Südosteuropa aus. In den veränderten gesellschaftlichen Kontexten führten die Stadtplaner und Architekten unter dem Einfluss der Moderne neue städtebauliche und architektonische Ansätze ein. Vor diesem Hintergrund zielten Plečniks Planungen darauf, Ljubljana von einer Provinzstadt in die Hauptstadt der slowenischen Nation zu verwandeln. Zu diesem Zweck schuf er eine Reihe öffentlicher Räume und öffentlicher Institutionen und integrierten sie in das Jahrhunderte alte Stadtgefüge von Ljubljana.

## Beschreibung
Ausgehend von dem geschichtlich gewachsenen Stadtbild und den örtlichen geographischen Gegebenheiten konzipierte der Architekt zwei Stadtachsen: die Landachse und die Wasserachse. Diese beiden Achsen sind durch Querachsen verbunden, die dazu beitragen, das städtebauliche Netzwerk der Stadt zu bilden.
Die Landachse – die Grüne Promenade beginnt an der Trnovo-Brücke, führt über die Emonastraße zur Römischen Mauer in Mirje, dann zum Platz der Französischen Revolution, weiter entlang der Vegagasse mit der Slowenischen National- und Universitätsbibliothek und endet am Kongressplatz mit dem Zvezda-Park.
Parallel verläuft die Wasserachse – die Promenade entlang der Böschungen und Brücken des Flusses Ljubljanica – die sich von der Uferpromenade Trnovski pristan (Hafen von Trnovo) über den Bereich der Drei Brücken und der Markthalle bis zum Ljubljanica-Stauwehr erstreckt.
Das historische Stadtzentrum ist verbunden mit wichtigen Punkten in den ländlichen und den städtischen Vororten und mit dem breiteren räumlichen Netzwerk von Ljubljana: mit der Pfarrkirche St. Michael im Laibacher Moor, der Franz-von-Assisi-Kirche in Šiška, mit dem Allerheiligengarten  auf dem Zentralfriedhof Žale.
Die Innenstadt wurde neu interpretiert und zu einer Reihe öffentlicher Räume (Plätze, Parks, Straßen, Promenaden, Brücken) und öffentlicher Einrichtungen (Bibliothek, Kirchen, Märkte, Begräbnisstätte) entwickelt.

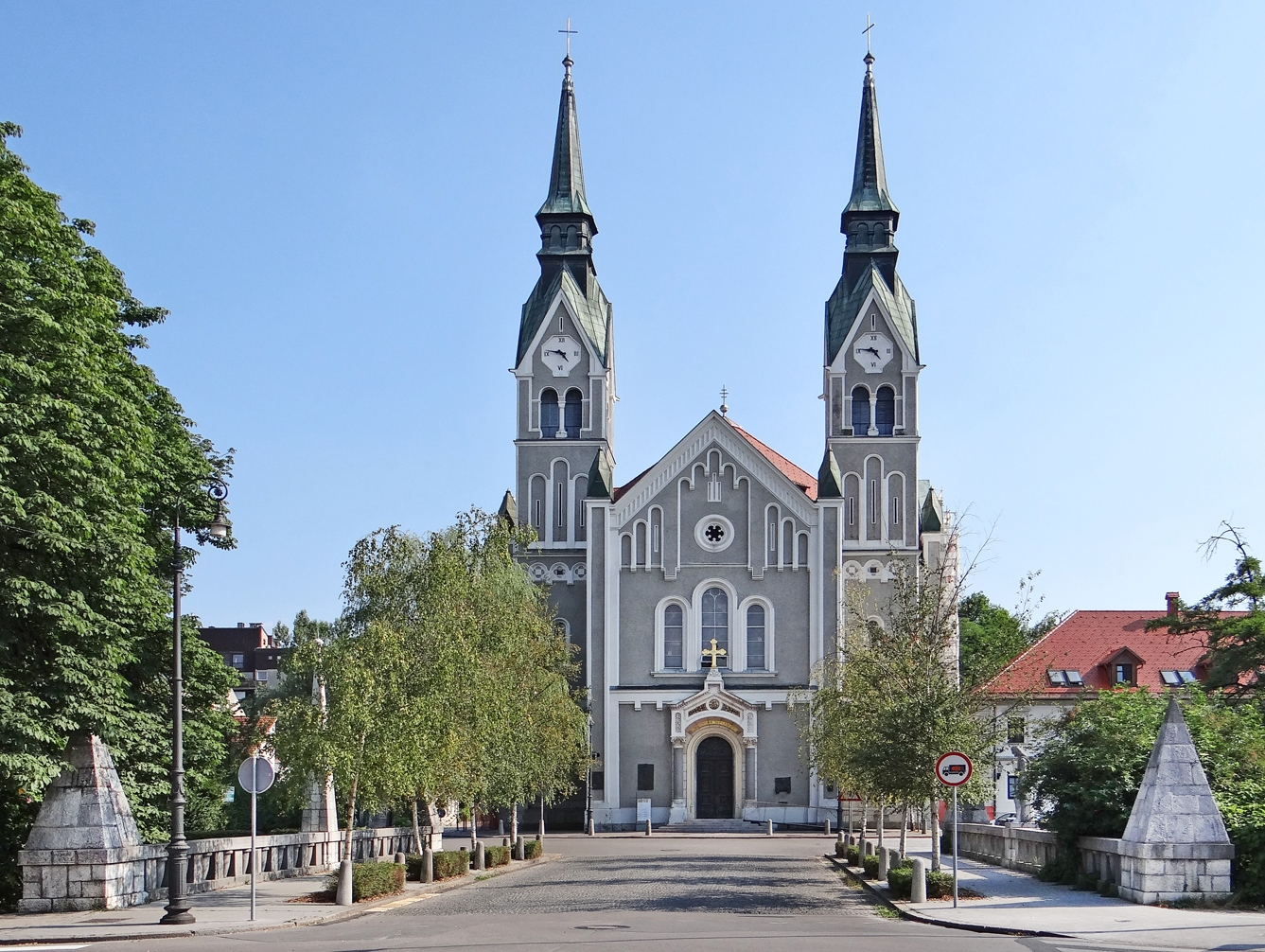
Trnovo-Brücke vor der Trnovo-Kirche
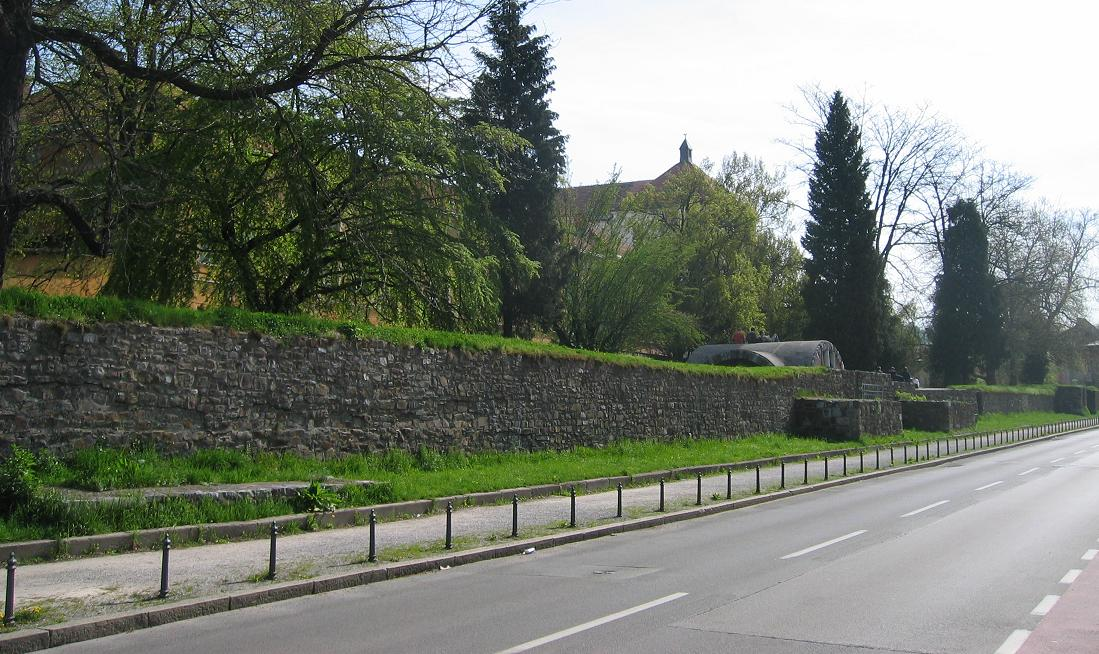
Römische Mauer in Mirje
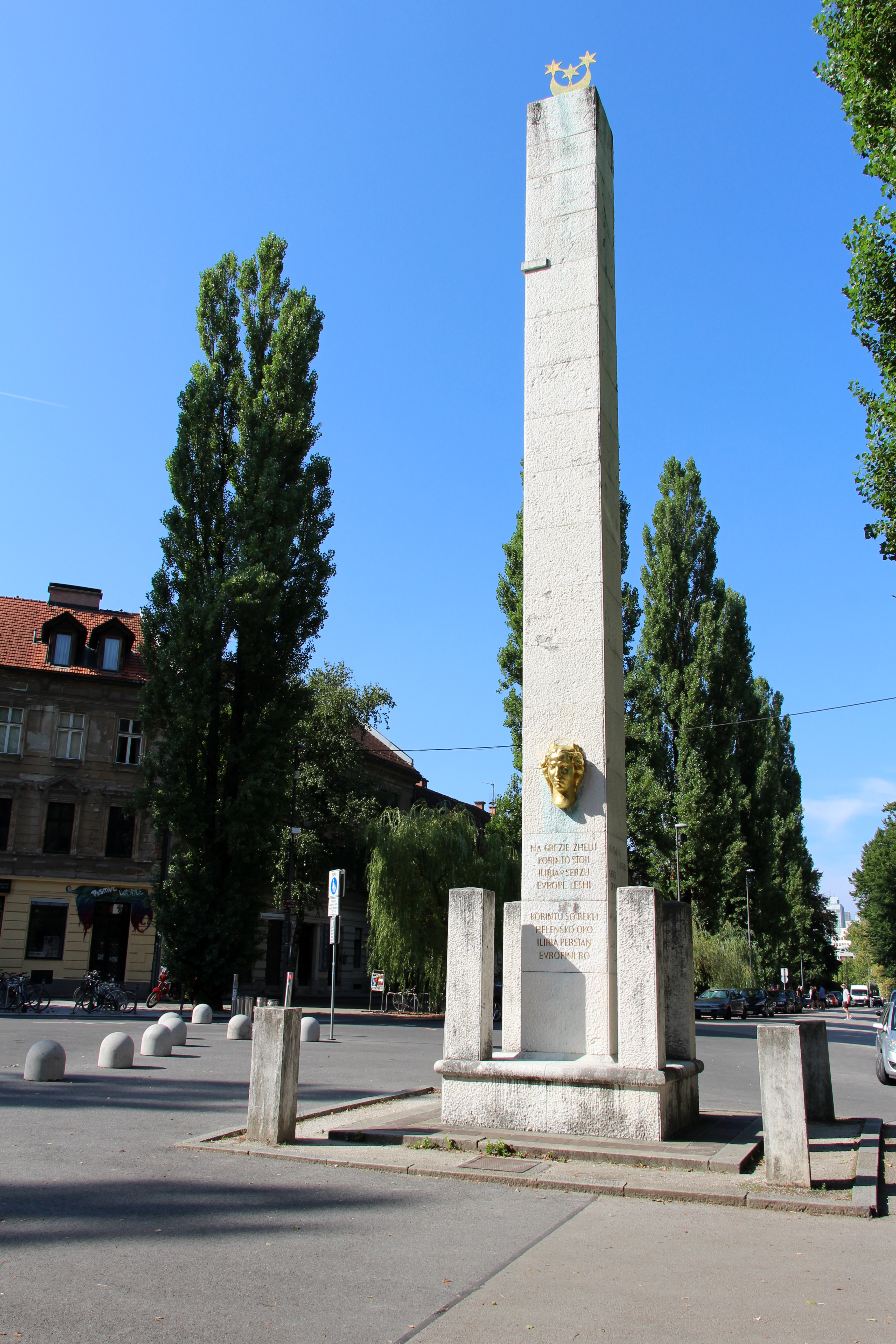
Napoleon-Denkmal, Platz der Französischen Revolution
National- und Universitätsbibliothek
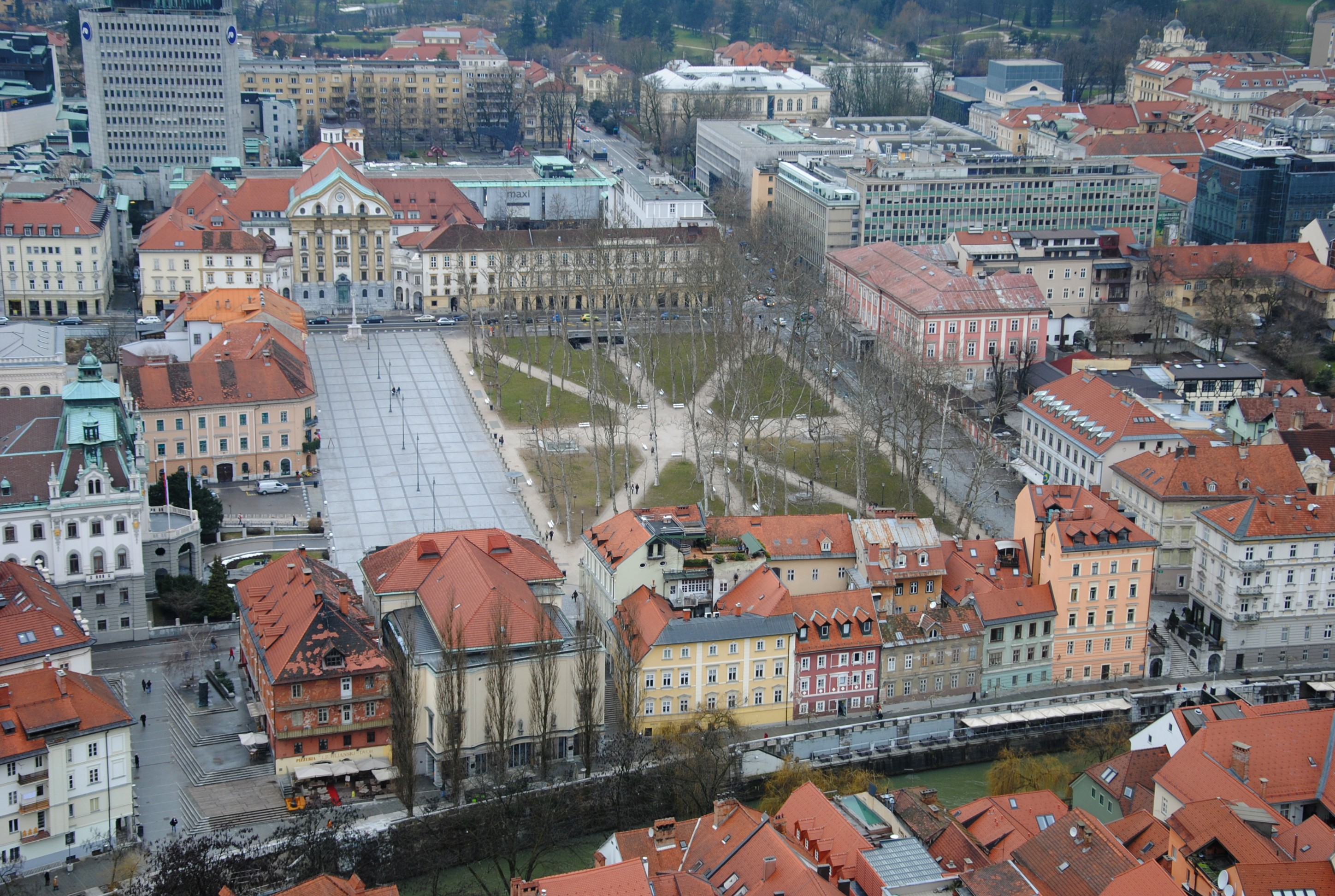
Kongressplatz (Ljubljana)
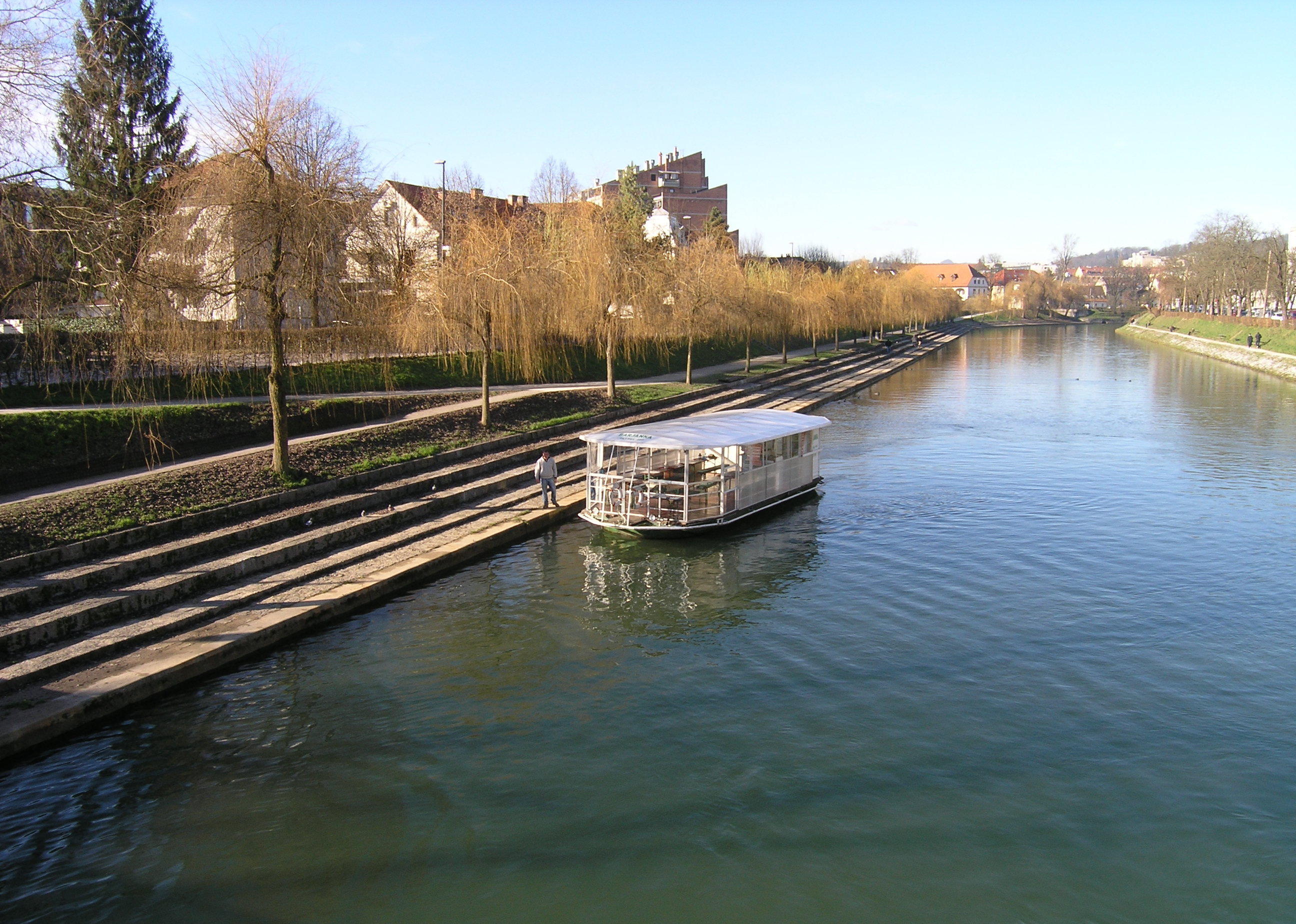
Uferpromenade Trnovski pristan
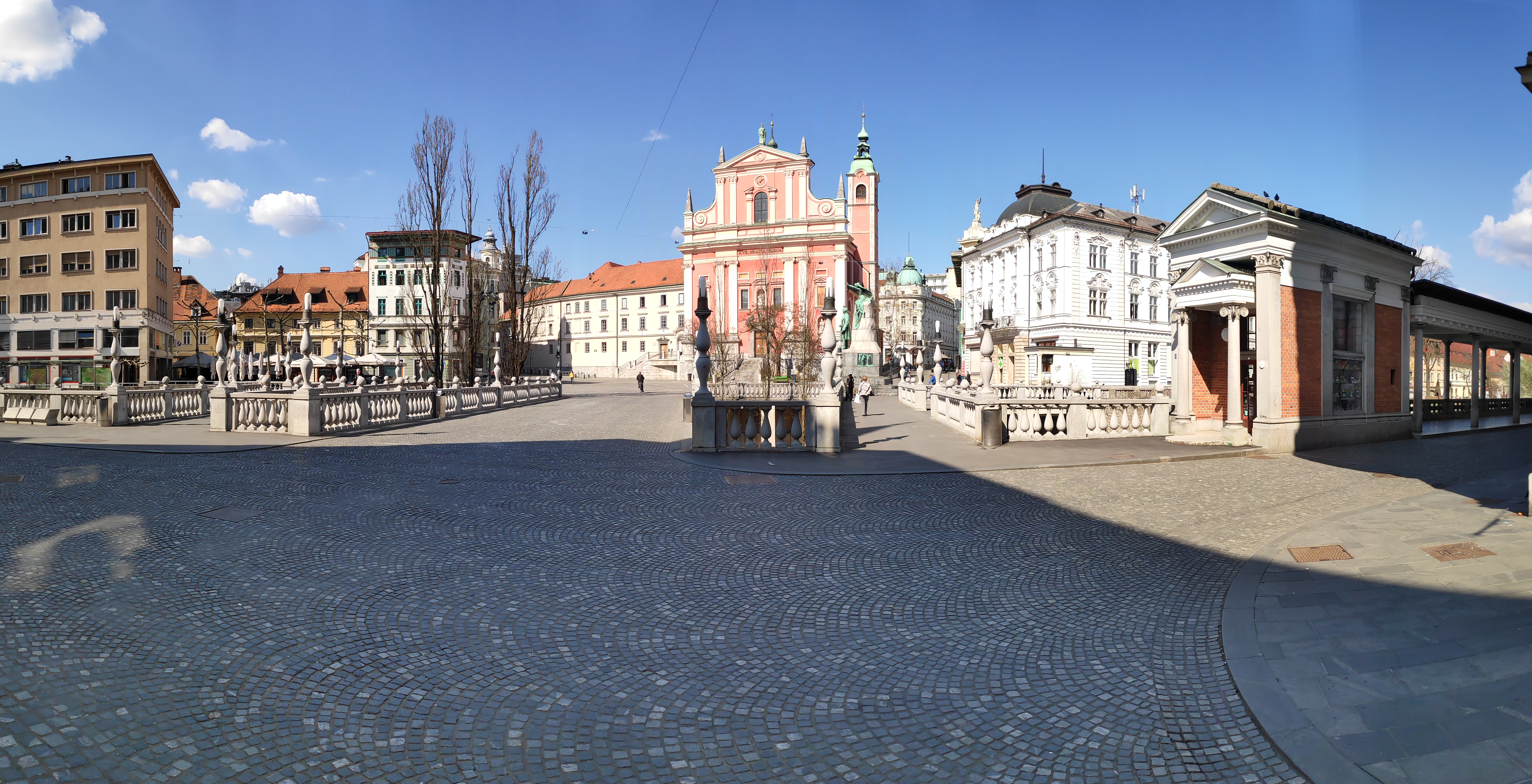
Tromostovje (Drei Brücken)
Ljubljanica-Stauwehr